# Mohamed Amine Ezzemani
Mohamed Amine Ezzemani est un footballeur algérien né le 27 novembre 1994 à Oran. Il évolue au poste d'arrière gauche è l'ES Mostaganem.

## Biographie
Il évolue en première division algérienne avec les clubs de l'Olympique de Médéa et du MC Oran. Il dispute 52 matchs en inscrivant deux buts.